# Kiskassa
Kiskassa là một thị trấn thuộc hạt Baranya, Hungary. Thị trấn này có diện tích 13,33 km², dân số năm 2010 là 269 người, mật độ 20 người/km².